# Vladica Popović
Vladica Popović, właśc. Vladimir Popović, cyr. Bладимиp „Bлaдицa” Пoпoвић (ur. 17 marca 1935 w Zemunie, zm. 10 sierpnia 2020 w Belgradie) – jugosłowiański piłkarz i trener, grający podczas kariery zawodniczej na pozycji pomocnika w klubach: Crvena zvezda Belgrad, VfB Stuttgart, Stuttgarter Kickers, Unión Deportivo Canarias oraz w reprezentacji Jugosławii. Uczestnik mistrzostw świata 1958 i 1962.
Był w składzie olimpijskiej reprezentacji Jugosławii na igrzyska w 1956 w Melbourne, na których wywalczyła srebrny medal, ale nie wystąpił w żadnym meczu. W reprezentacji zadebiutował 23 grudnia 1956 w meczu z Indonezją (5:1).
Jako trener pracował w klubach: Portuguesa FC, Deportivo Italia, Caracas FC, Independiente Santa Fe, Atlético Nacional, FK Trepča, Deportivo Cali i Crvena zvezda oraz był selekcjonerem reprezentacji Peru.